# Confronto em São Paulo em 2008
O confronto em São Paulo em 2008 foi o mais violento conflito armado entre corporações de segurança pública do estado de São Paulo, envolvendo a Polícia Militar e a Polícia Civil.
O confronto começou na tarde do dia 16 de outubro, em meio a uma greve de policiais civis que reivindicavam reajuste salarial e melhores condições de trabalho. Os manifestantes tentavam seguir em direção do Palácio dos Bandeirantes, sede do governo do estado de São Paulo, onde haviam barreiras de segurança formadas pela Força Tática, Tropa de Choque e Cavalaria. Houve disparos de fuzil, pistolas e explosões de bombas de gás lacrimogêneo, cerca de 25 a 35 pessoas ficaram feridas, incluindo um coronel militar que foi baleado na perna e um cinegrafista.
Unidades de elite da polícia civil, como o Grupo de Operações Especiais (GOE) e o Grupo Armado de Repressão a Roubos e Assaltos (GARRA), destacadas pela Secretaria da Segurança Pública para conter os grevistas, se uniram aos colegas durante a manifestação, contribuindo para que a situação ficasse mais incontrolável.
O governo paulista, à época sob a gestão de José Serra, defendeu os policiais militares, alegando que a ação foi uma tentativa de dissuadir os manifestantes.